# Moscú. Plaza Roja (pintura de Kandinski)
Moscú. La Plaza Roja (en ruso: Москва. Красная площадь, romanizado: Moskvá. Krásnaia plóschad') o Moscú I (en catálogos y bibliografía sobre historia del arte; en ruso: Москва I, romanizado: Moskvá I) es una pintura al óleo sobre lienzo del artista ruso Vasili Kandinski, pintado en 1916 y conservada en Galería Tretiakov en Moscú, Rusia.

## Historia de la creación
En julio de 1914, incluso antes del estallido de la Primera Guerra Mundial, cuando Kandinski se vería obligado a regresar de Alemania a Rusia, escribió: 

«He entrado en un período de mi trabajo para el cual es simplemente necesario vivir varios meses en Moscú. Lamentablemente, me resulta difícil explicarles este amor mío... Moscú es el suelo del que saco mis fuerzas y donde puedo vivir la vida espiritual que tanto necesito para mi trabajo».
«Я вступил в такой период моей работы, для которого просто необходимо прожить несколько месяцев в Москве. К сожалению, мне трудно объяснить Вам эту свою любовь... Москва – это та почва, откуда я черпаю свою силу и где я могу жить духовной жизнью, столь необходимой для моей работы».

Al regresar a su tierra natal, Kandinski señala que después del año inusualmente difícil de 1915 para él, volvió a encontrar la tranquilidad que tanto necesitaba. Desde las ventanas circulares del estudio del artista en el sexto piso se abría un maravilloso panorama de Moscú y una magnífica vista del Kremlin de Moscú.
Pero a Kandinski no le bastó simplemente con capturar en el lienzo la vista desde su ventana: el artista iba a encarnar una imagen sintética de la ciudad:

«Quería pintar un gran paisaje de Moscú: tomar componentes de todas partes y combinarlos en la imagen, tanto las piezas débiles como las fuertes, mezclan todo; después de todo, el mundo se compone de varios elementos. Debería ser como el sonido de una orquesta. <...> A las 8 de la tarde fui al Kremlin para ver las iglesias desde el ángulo que necesitaba en la foto. Y nuevas riquezas se abrieron ante mis ojos. Luego regresé a Zubovskaya y trabajé hasta ahora en el boceto, que resultó bien»...
«Мне захотелось написать большой пейзаж Москвы – взять составляющие отовсюду и соединить их в картине – и слабые и сильные куски – все смешать вместе – ведь и мир состоит из различных элементов. Это должно быть как звучание оркестра. <...> В 8 часов вечера я пошел в Кремль, чтобы увидеть церкви под тем углом зрения, который мне необходим в картине. И новые богатства открылись моим глазам. Потом я вернулся на Зубовскую и работал до настоящего момента над эскизом, который получился неплохо…»

El cuadro «Moscú I» fue pintado en 1916, un año antes de la revolución rusa. Algunos historiadores del arte creen que Kandinski transmitió en su obra el estado de ánimo ansioso de aquellos años. Colores brillantes, contornos claros, composición caótica: todo esto crea dinámica y movimiento en el lienzo. En la imagen se pueden distinguir los adoquines de la Plaza Roja, iglesias y un edificio que recuerda un poco al Teatro Bolshoi. Kandinski escribió en su relato biográfico «Pasos» que Moscú tiene el mayor grado de movilidad: «Moscú: dualidad, complejidad, el mayor grado de movilidad, colisión y confusión de elementos individuales del exterior, que en última instancia representan un único y único sin precedentes». En apariencia, en el interior viven las mismas propiedades que confunden a un observador extraño (de ahí las críticas diversas y contradictorias sobre Moscú por parte de extranjeros), pero aun así, en última instancia, una vida igualmente singularmente unida. Considero este Moscú exterior e interior como el punto de partida de mi búsqueda. Ella es mi diapasón pictórico.
En el centro de la imagen, Kandinski representa a una pareja de amantes, en torno a los cuales gira toda la ciudad. Probablemente podría tratarse del propio artista con su segunda esposa, Nina Andreevskaia. La conoció recién en el otoño de 1916. El artista en ese momento tenía 49 años y Nina Nikolaevna tenía 17 años. La niña estudió historia y filosofía en la Universidad de Moscú. Nina Andreevskaia cautivó a Kandinski con su voz: se conocieron por teléfono. El artista le dedicó su acuarela «Una voz desconocida». Y ya en febrero de 1917 se casaron.

## Descripción
El cuadro «Moscú. Plaza Roja» está escrito en un lenguaje abstracto utilizando imágenes simbólicas y manchas de colores brillantes. Representa una imagen épica mítica de Moscú, el centro de Rusia, el centro del mundo, la tercera Roma, la ciudad eterna. La naturaleza cósmica de Moscú se ve acentuada por el horizonte curvo y la imagen de la Tierra desde una gran altura, desde una distancia en el espacio.
El centro de la composición es el propio Moscú, la plaza Roja con los brillantes y pintorescos dibujos de la Catedral de San Basilio, el Kremlin de Moscú con catedrales blancas como la nieve y cúpulas doradas, con murallas y torres de ladrillo rojo, y todo esto se eleva como un enorme barco blanco como la nieve, el Arca salvadora de Noé, que contiene todo lo mejor creado por las personas, la herencia legendaria, la historia heroica, los logros culturales, la fe, la esperanza y el amor y, por supuesto, los creadores de esta herencia. A diferencia del Arca bíblica de Noé, este barco no busca una orilla terrenal salvadora, sino que intenta volar hacia los cielos, hacia la luz, hacia el espacio, como un enorme pájaro blanco como la nieve, un hermoso cisne de un cuento de hadas ruso. empezando por la tierra, desde los lados oscuros de la vida, el caos, el abismo, las guerras, el hambre y las enfermedades.
La idea de la pintura se revela mediante el uso de un equilibrio compositivo dinámico y estable, que se establece, por un lado, por el movimiento establecido por el resplandor, la luz del sol que cae e ilumina la tierra, Moscú, que se extiende debajo, atravesando la espesura de espesas nubes oscuras; y por otro lado, la contrainfluencia opuesta de las fuerzas oscuras, las oscuras y espesas manchas negras-verdes y negras-ultramarinas, los lados oscuros de la humanidad, la muerte, las guerras, las prisiones. La imagen de estas fuerzas es sin duda un enorme pez mítico, oscuro y siniestro nadando desde el abismo. La oposición de estas fuerzas, las fuerzas de la luz y las tinieblas, es la principal fuerza motivadora y establece el movimiento diagonal dinámico del Arca salvadora de Noé hacia la luz divina, hacia arriba, hacia el cielo, hacia la salvación, pero a este movimiento dinámico se opone otro. personaje de esta imagen.
El arca de Noé está enredada en los anillos de una serpiente gigante, tentadora y bíblica, que se extiende por la ciudad, por el mundo, por toda la Tierra, cuya cabeza con la boca abierta se eleva por encima del barco. El avance hacia la luz es impedido por los esfuerzos de la serpiente: el movimiento ascendente adquiere un carácter giratorio, se redirige al centro compositivo de la imagen, se crea un arco, donde se encuentra uno de los anillos del cuerpo gigante de la serpiente que se retuerce. se encuentra. Se tiene la sensación de que se repiten círculos, un embudo que absorbe todo lo viviente y humano.
Pero como en cualquier epopeya o cuento de hadas, siempre hay una buena fuerza salvadora que salva y protege la Tierra natal. En el centro de la imagen hay otro héroe de la imagen, oponiéndose a la serpiente: un jinete, un héroe épico, San Jorge, que vence a la serpiente, protege la ciudad y salva el barco, al mundo entero de la fuerza oscura, representado. en los mismos colores llameantes que los muros del Kremlin que protegen el antiguo Moscú. El jinete evita la destrucción y la muerte. Es muy apropiado recordar aquí el escudo de armas de Moscú, que representa a San Jorge golpeando a la serpiente.
Para resumir lo dicho, podemos llamar al cuadro de Kandinski un icono, pero creado según cánones y reglas completamente diferentes. Este es un intento de crear un nuevo espacio religioso y espiritual, un intento de ir más allá de los límites de la existencia terrenal y la comprensión terrenal del mundo, una búsqueda de ese espacio tan místico que está indicado por la luz dorada en los iconos antiguos, ese mundo que es inaccesible para nosotros, cerrado para nosotros e invisible: el Reino de los Cielos, mundo de montaña. Este tema estaba cerca del trabajo de los simbolistas y abstraccionistas rusos de principios del siglo XX.
La pintura de Vasili Kandinski (como todas sus obras) puede considerarse profética. En él se desarrolla el campo de batalla entre el Bien y el Mal. El centro de esta batalla es Moscú, la plaza Roja, el Kremlin, el centro del mundo y una ciudad sagrada para todos los rusos.